# Lowdown Popcorn
"Lowdown Popcorn" é um funk instrumental gravado por James Brown. Foi o terceiro single que Brown gravou em 1969 que foi inspirado pela dança popular da época, a "Popcorn", precedido por "The Popcorn" e "Mother Popcorn". Foi número 16 da parada R&B e número 41 da parada Pop.
A gravação original em estúdio de "Lowdown Popcorn" foi incluída no álbum de Brown de 1970 Sex Machine com adição de reverb e overdub com som de plateia para simular uma apresentação ao vivo.